# Pseudophilotes baton
Pseudophilotes baton (Bergsträsser, 1779) è un lepidottero diurno appartenente alla famiglia Lycaenidae, diffuso in Europa centrale e meridionale.

## Descrizione
L'apertura alare è di 10–11 mm e vola da aprile a settembre.

## Biologia
La larva si ciba di timo, acino annuale, lavanda e menta.